# クリアスピード・テクノロジー
クリアスピード・テクノロジー（ClearSpeed Technology Ltd.）は、イギリスの半導体企業。グラフィックス用半導体企業だったピクセルフュージョン（PixelFusion Ltd.）の資産とスタッフの一部を引き継いで2001年にイギリス・ブリストルで創業し、2005年よりHigh-Performance Computingおよび組み込み用コプロセッサとその関連製品の販売を行っている。日本では東京工業大学のスーパーコンピューター・TSUBAME1.0が同社製の数値演算コプロセッサ・CSX600を採用したことで知られている。販売不振により同社は企業規模の縮小を迫られており、2009年にはロンドン証券取引所からの上場廃止、2010年には米国事業所の閉鎖が行われている。

## 製品
現行製品はCSX700コプロセッサチップ。32/64ビットの乗算器と加算器（各1個）、6kBのSRAM、ALU、16bitの積和演算装置から成るコア192個を1チップに搭載したもので、動作周波数は250MHz。これは実質的に前世代のCSX600（96コア・210MHz）2チップ分を1チップ化したうえで高速化したものと言える。同社は製造設備を持たないファブレス企業であるため、製造はIBM。
そのほかの製品としては、同チップと2GBのメモリを実装したコプロセッサボード、Advanced e710（PCI Express スロット用）、Advanced e720（HP BladeSystem・メザニンカードスロット用）が存在する。

## 沿革
- 2003年11月、CS301（64コア・200MHz）のデモを披露。[2]
- 2005年6月、CSX600（96コア・210MHz）のデモを披露。40GFLOPSの性能を示した。[3]
- 2005年9月、ジョン・グスタフソン（en:John Gustafson (scientist)：現・AMDシニアフェロー）をCTOとして迎える。[4]
- 2005年11月、東京工業大学のスーパーコンピューター・TSUBAME（1.0）にCSX600搭載のアクセラレータボード・X620を納入。
- 2008年6月、CSX700（およびAdvanced e710ボード）をリリース。90nmプロセスを採用、9ワットで96GFLOPS。
- 2009年2月、2008年の経営不振に伴い、コスト削減プログラムの実施を宣言。
- 2009年7月、ロンドン証券取引所から上場廃止。